# Biserica de lemn din Poiana Horea

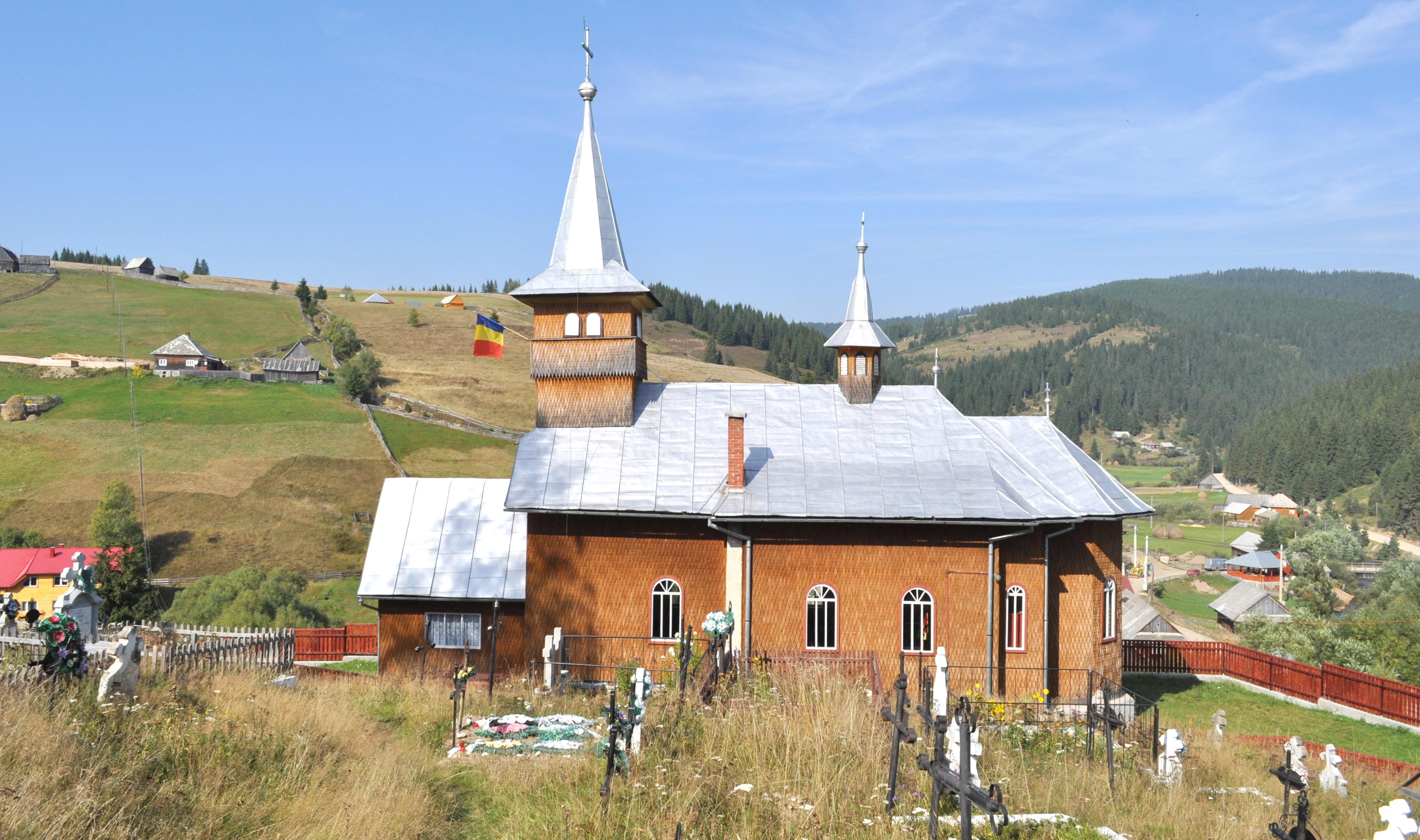
Biserica de lemn „Nașterea Sfântului Ioan Botezătorul” din Poiana Horea, foto: septembrie 2011.

Biserica de lemn „Nașterea Sfântului Ioan Botezătorul” din Poiana Horea, foto: septembrie 2011.

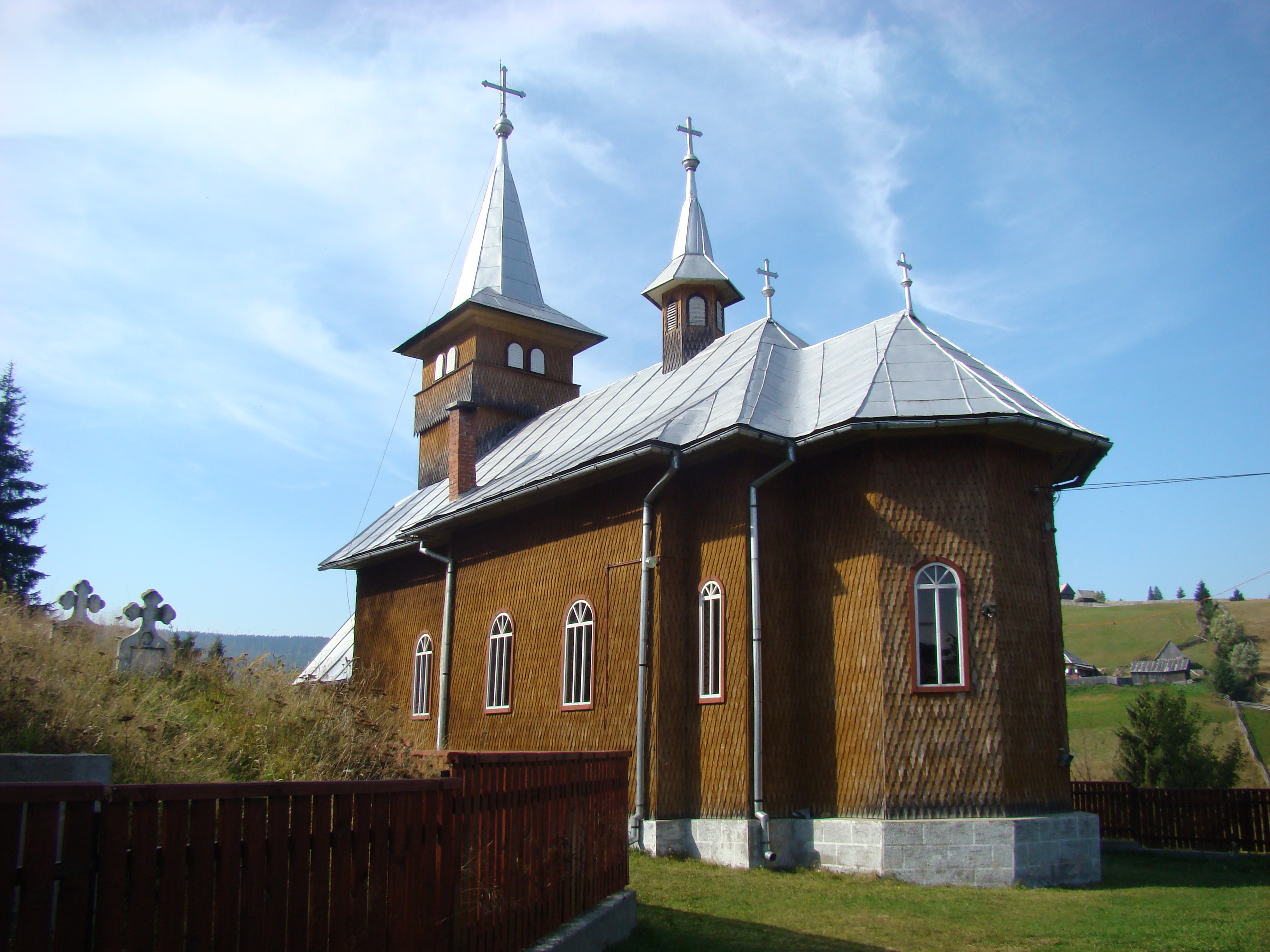
Biserica (sud-est)

Biserica din depărtare

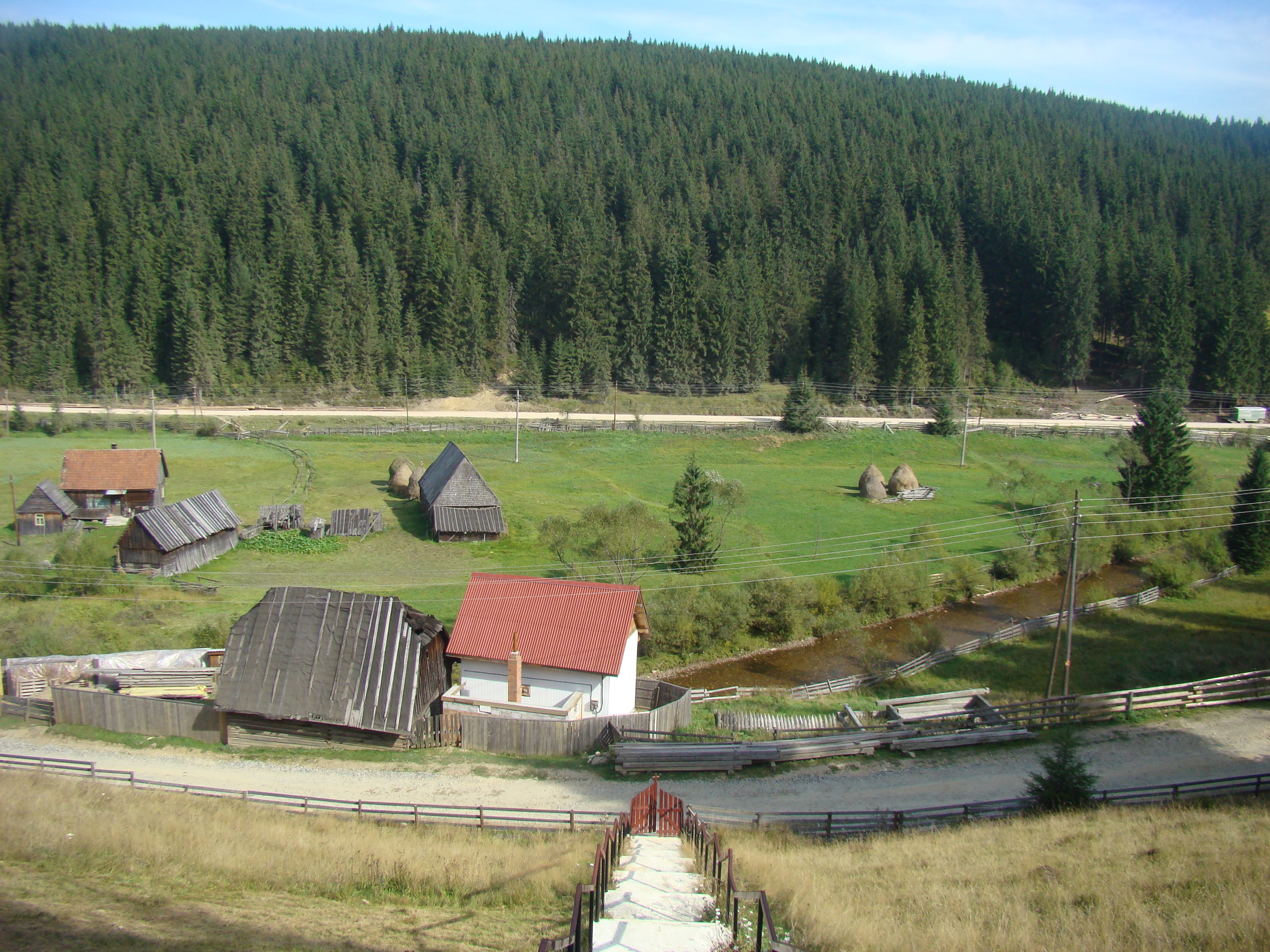
Împrejurimi

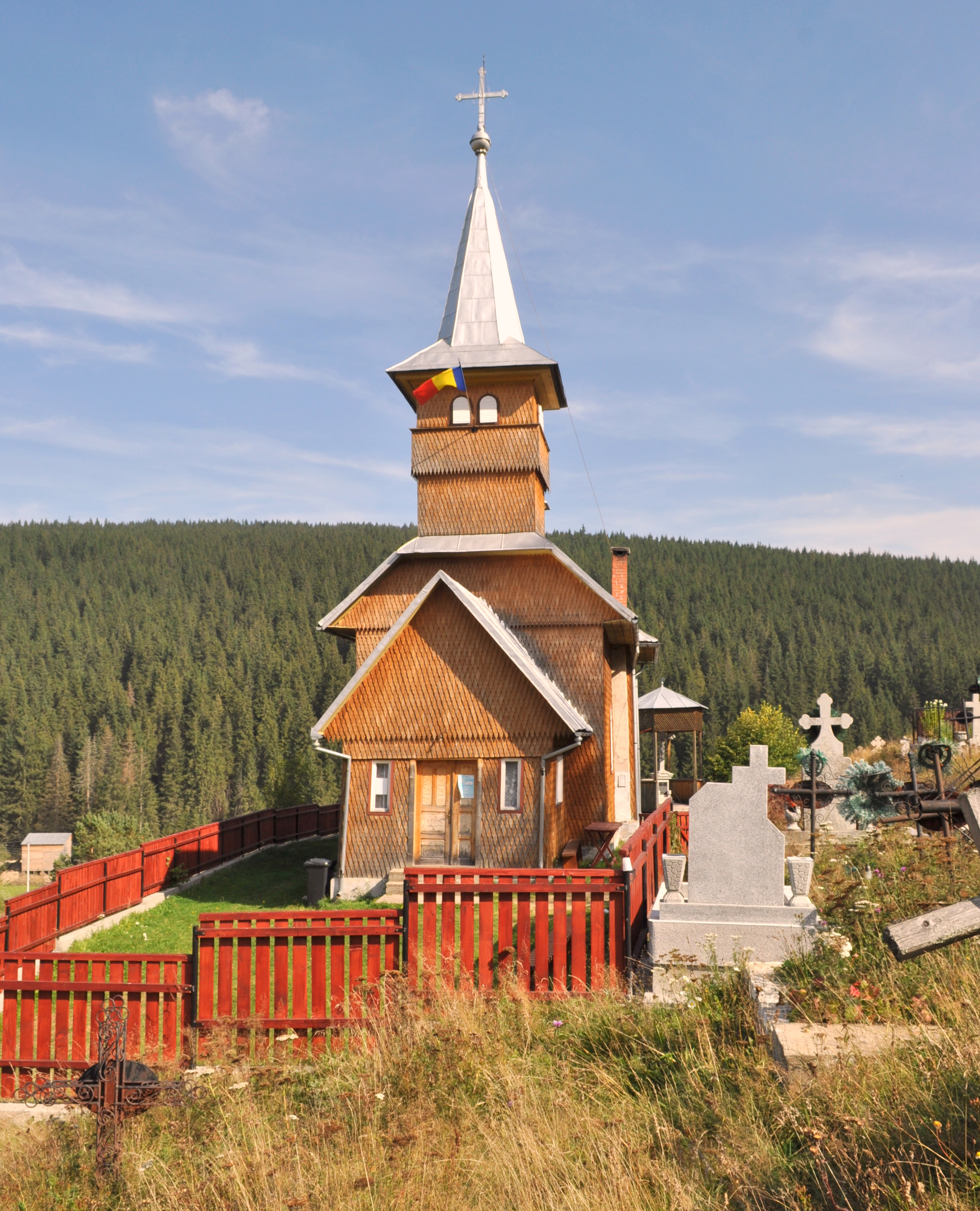
Biserica (vest)

Biserica văzută din drumul spre Giurcuța de Sus

Biserica de lemn din Poiana Horea, comuna Beliș, județul Cluj, a fost ctitorită în anul 1928. 
Biserica are hramul „Sfântul Ioan Botezătorul” și nu figurează pe noua listă a monumentelor istorice.

## Istoric și trăsături
Localitatea Poiana Horea este situată în Muntii Apuseni la hotarele judetelor Cluj, Alba si Bihor, la o distanță de 50 km de Huedin. 
La altitudinea de 1050 m, între văile Drăgoiasa și Pârâul Roșu, lângă drumul forestier Poiana Horea –Ponor-Padiș, pe o culme, înconjurată de cimitirul parohial și împrejmuită natural de brazi și molizi, se înalță spre cer această construcție de lemn, lăcaș de închinare pentru urmașii moților lui Horea. 
În anul 1928, un număr de 42 de familii, sub conducerea vrednicului preot Constantin Brișan, au construit această biserică. Biserica a fost ridicată pe cheltuiala și prin osteneala credinciosilor țapinari. Lungimea bisericii este de 15 m, lățimea de 5,5m, înălțimea de 6 m cu un turn în care se găsesc două clopote. 
Hramul bisericii este „Nașterea Sfântului Ioan Botezătorul” iar sfințirea bisericii a fost făcută de către P.S. Episcop Irineu Bistrițeanul în data de 2 iunie 2002.
Între anii 1996-2002 biserica a fost tencuită din nou, repictată, împodobită în exterior cu șindrilă, înzestrată cu numeroase obiecte de cult, sub îndrumarea pr. Petran Ioan.
Preoții care au slujit în această biserică: 1929-1944 ... Pr. Constantin Brișan; 1944-1945 ... Pr. Ioan Gh. Trandafir; 1945-1953 ... Ieromonah Mina Neculăiasa; 1953 ... Pr. Gheorghe Șișiștean; 1954 ... Pr. Ioan Gh. Trandafir; 20 iunie 1954 - 1955 ... Protosinghel Iustin Lupu; 1955 - 24. ianuarie 1958 ... Ieromonah Ieroftei Popovici; 24 ianuarie 1958 - 1 martie 1959 ... Pr. Ioan Gh. Trandafir; 1 martie 1959 - 28 mai 1962 ... Pr. Sofronea Nicolae; 28 mai 1962 - 30 ianuarie 1963 ... Pr. Ioan Gh Trandafir; 30 ianuarie 1963 - 7 iulie 1963 ... Pr. Chirițoiu Constantin; 7 iulie 1963 - 4 octombrie 1964 ... Pr. Ioan Gh Trandafir; 4 octombrie 1964 - 9 noiembrie 1966 ... Pr. Nanu Costache; 1967 - 29 decembrie 1975 ... Pr. Andrei Aurel; 1975 - 1976 ... Pr. Ioan Gh Trandafir; 27 iulie 1976 - 31 mai 1986 ... Pr. Pârjol Aurel; 1986 - 1988 ... Pr. Mirișan Ioan; 1988 - 1991 ... Pr. Hațeganu Petru; 1991 - 1 noiembrie 1992 ... Pr. Tonca Ioan; 1 noiembrie 1992 - prezent... Pr. Petran Păunel Ioan.
De asemenea, se cuvine amintit faptul că pe drumul forestier Drăgoiasa, la o distanță de 4 km de biserică, într-o pădure de brazi, se găsește monumentul care amintește ca acolo a fost prins Horea, eroul acestor locuri.

## Imagini din exterior

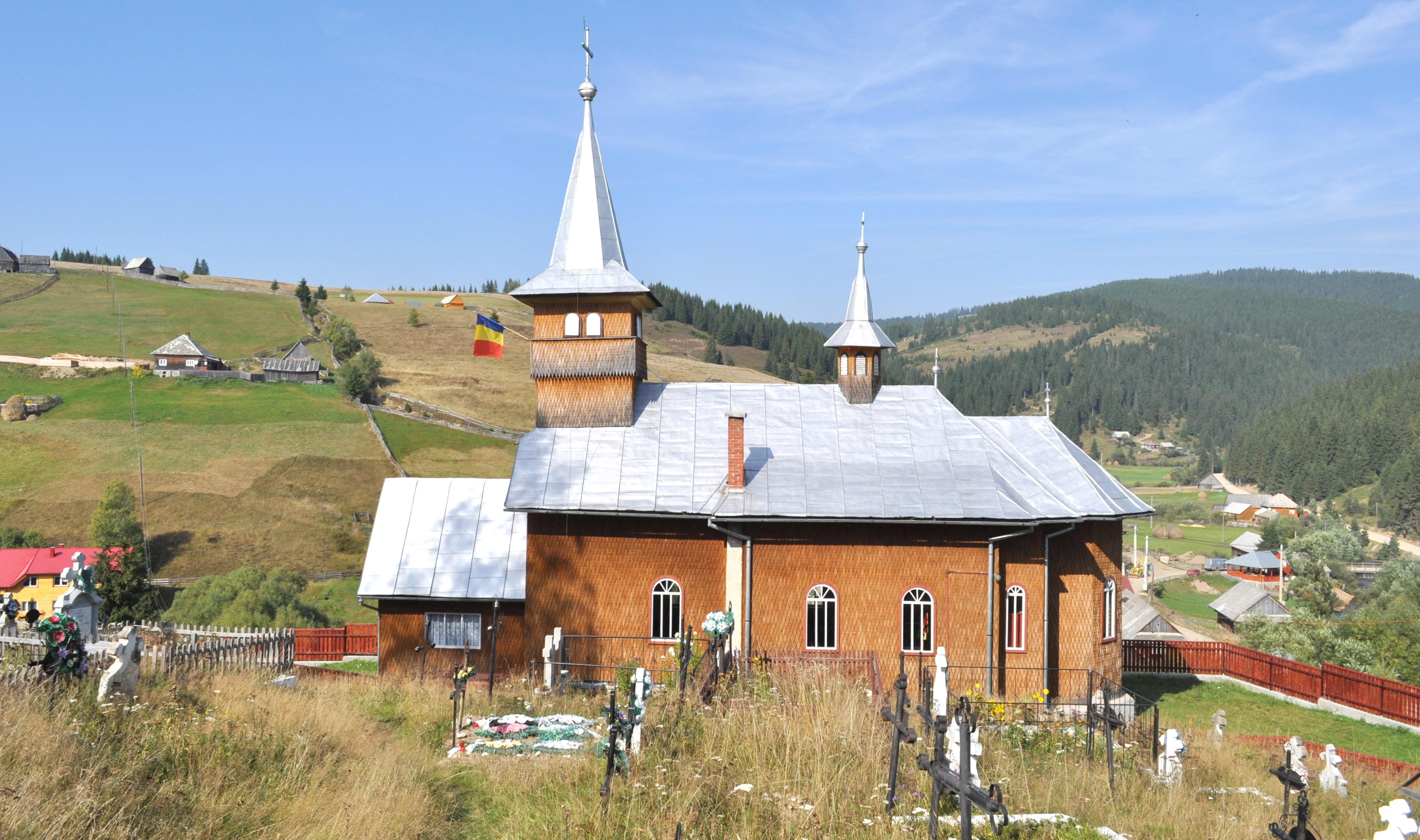
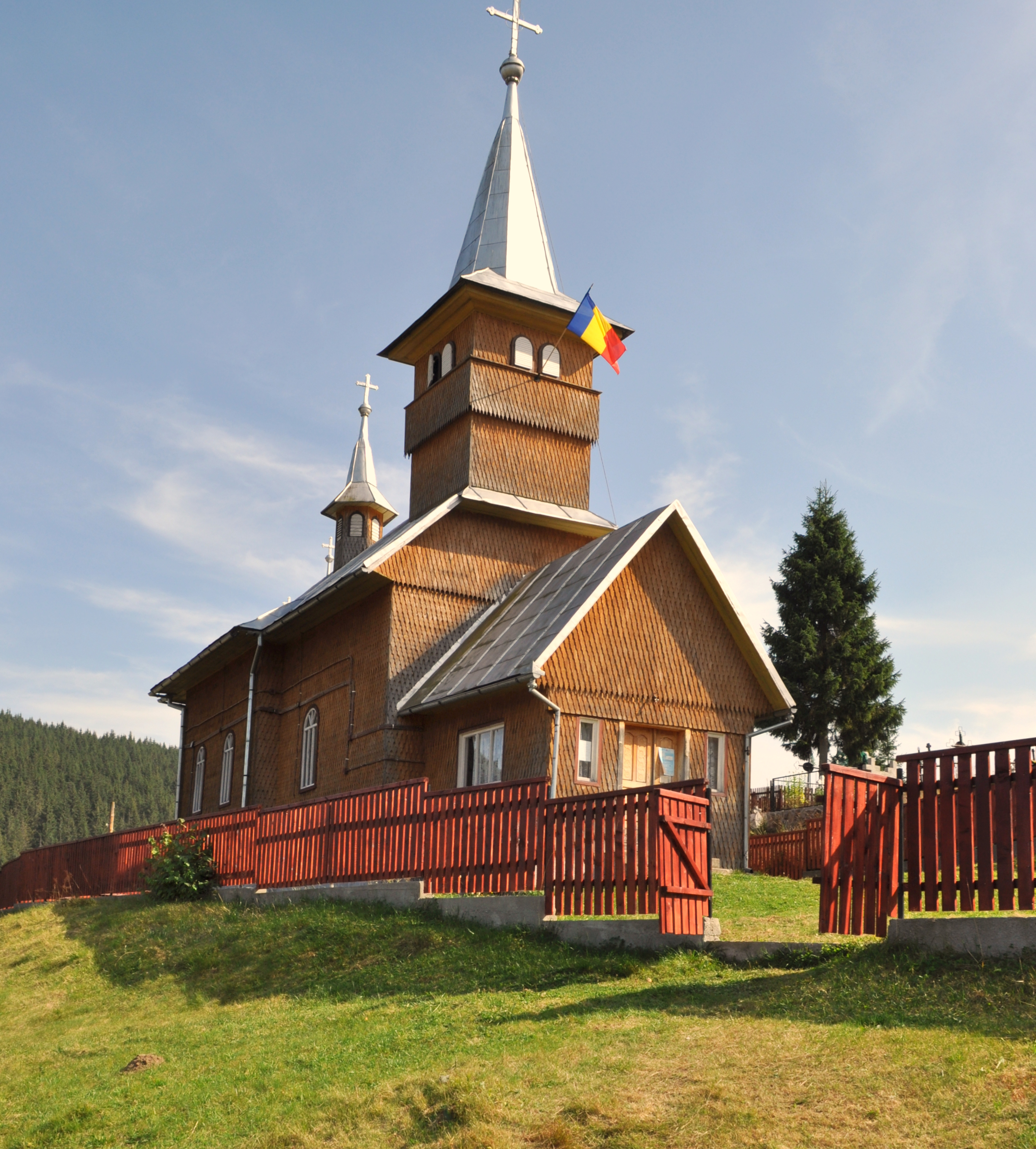